# Єлена Потапенко
Єлена Потапенко (укр. Олена Потапенко, народилась 20 квітня 1993, Луганськ, Україна) — казахстанська сучасна п'ятиборка українського походження.
Вона брала участь у Літніх Олімпійських іграх 2016, 2020 та в Азійських іграх 2018.